# Heterenchelyidae
A Heterenchelyidae a csontos halak (Osteichthyes) főosztályának sugarasúszójú halak (Actinopterygii) osztályába, azon belül az angolnaalakúak (Anguilliformes) rendjébe tartozó család.
2 nem és 8  faj tartozik a családhoz.

## Rendszerezés
A családba az alábbi nem és fajok tartoznak.
- Panturichthys (Pellegrin, 1913) – 4 faj
  -  Panturichthys fowleri
  -  Panturichthys isognathus
  -  Panturichthys longus
  -  Panturichthys mauritanicus

- Pythonichthys (Poey, 1868) – 4 faj
  -  Pythonichthys asodes
  -  Pythonichthys macrurus
  -  Pythonichthys microphthalmus
  -  Pythonichthys sanguineus